# Aalborg-Charta
Die Aalborg-Charta (vollständiger Titel Charta der Europäischen Städte und Gemeinden auf dem Weg zur Zukunftsbeständigkeit – Charter of European Cities & Towns Towards Sustainability) wurde am 27. Mai 1994 auf der Europäischen Konferenz über zukunftsbeständige Städte und Gemeinden in der dänischen Stadt Aalborg verabschiedet und seitdem von rund 2.500 lokalen und regionalen Verwaltungen in 39 Ländern unterzeichnet. Sie enthält eine Selbstverpflichtung der unterzeichnenden Gebietskörperschaften für eine zukunftsbeständige, nachhaltige Politik und ist Ausgangspunkt der Europäischen Kampagne zukunftsbeständiger Städte und Gemeinden (Sustainable Cities and Towns Campaign).

## Aufbau der Charta
Die Charta besteht aus drei Teilen:
- Teil I: Durch Konsens angenommene Erklärung: Europäische Städte und Gemeinden auf dem Weg zur Zukunftsbeständigkeit.
- Teil II: Die Europäische Kampagne zukunftsbeständiger Städte und Gemeinden
- Teil III: In Lokale Agenda 21-Prozesse eintreten: Kommunale Handlungsprogramme für Zukunftsbeständigkeit.

## Politischer Prozess
Auf einer Folgekonferenz vom 6. bis 8. Oktober 1996 in Lissabon, Portugal wurde das Handlungsprogramm zum Lissabonner Aktionsplan konkretisiert. Beides, die Aalborg-Charta und der Lissabonner Aktionsplan, sind damit ein wichtiger Ausgangspunkt für die vielfältigen Aktivitäten im Rahmen der Lokalen Agenda 21.